# Parageron negevi
Parageron negevi är en tvåvingeart som beskrevs av Zaitzev 1996. Parageron negevi ingår i släktet Parageron och familjen svävflugor. Inga underarter finns listade i Catalogue of Life.